# Читипа (дистрикт)
Читипа (енг. Chitipa) је најсевернији дистрикт у Северном региону Малавија. Дистрикт заузима површину од 4.288 километара квадратних и има популацију од 126.799 становника. Главни град је Форт Хил. Читипа дистрикт се граничи са дистриктом Каронга и Румфи, као и државом Танзанија и Замбија

## Подела
Дистрикт је подељен у пет области познате као:
- Мисуку (на истоку)
- Камеме (на северу)
- Буламбрија (у центру дистрикта)
- Вења (на југу)
- Нхалире (на југу)